# Cuentilandia
Cuentilandia (世界名作童話シリーズ・ワ～ォ！メルヘン王国 Sekai meisaku dōwa shirīzu - Wa-o! Meruhen ōkoku?, también conocida como: アニメ世界の童話 Anime sekai no dōwa) es una serie de anime  basada en algunos de los cuentos infantiles más populares del mundo, realizada por el estudio de animación japonés Toei Animation en 1993 en colaboración con Fuji Eight y Reteitalia.
La serie se estrenó por primera vez en Francia en octubre de 1994 en una colección de VHS, y luego se transmitió por France 3 en diciembre. Posteriormente se emitió en Italia por Italia 1 desde el 4 de febrero de 1995, mientras que en Japón se emitió dos meses después por Fuji TV y los otros canales desde el 7 de abril hasta el 19 de septiembre.
En España la serie fue distribuida en vídeo en 1994 por Planeta DeAgostini. También se distribuyó en Hispanoamérica como Cuentilandia - El país de los cuentos por Grupo Planeta. Ambas versiones en español usan la banda sonora italiana, como la mayoría de los lanzamientos extranjeros en los otros Discovery Kids.

## Episodios
Los episodios en su orden original:
1. Aladino
2. La Cenicienta
3. La bella y la bestia
4. El gato con botas
5. Hansel y Gretel
6. La cerillera
7. Pinocho
8. Blancanieves
9. Los tres cerditos
10. Robin Hood
11. La bella durmiente del bosque
12. La oca de oro
13. El lobo y los siete cabritos
14. Alicia en el país de las maravillas
15. Ali Baba y los cuarenta ladrones
16. Pulgarcita
17. Caperucita Roja
18. Los viajes de Gulliver
19. Los tres mosqueteros
20. El cascanueces
21. El mago de Oz
22. Los vestidos nuevos del emperador
23. Los musicos de Bremen
24. La sirenita
25. Simbad el marino
26. Heidi